# Bulbophyllum lophoton
Bulbophyllum lophoton là một loài phong lan thuộc chi Bulbophyllum.